# Haroldo Barbosa

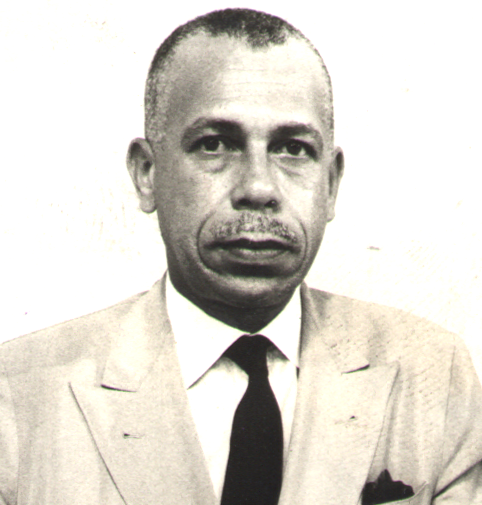
Haroldo Barbosa nel 1960.

Haroldo Barbosa (Rio de Janeiro, 21 marzo 1915 – Rio de Janeiro, 6 settembre 1979) è stato un compositore, comico e giornalista brasiliano.

## Biografia
Fu amico d'infanzia di Noel Rosa, Almirante, Braguinha e Aracy de Almeida. Durante i suoi oltre quarant'anni di carriera artistica, eseguì più di trecento versioni portoghesi di canzoni straniere. Collaborò con diversi compositori e scrisse opere teatrali e sceneggiature per programmi comici. Fu anche il creatore dell'Escolinha do Professor Raimundo.

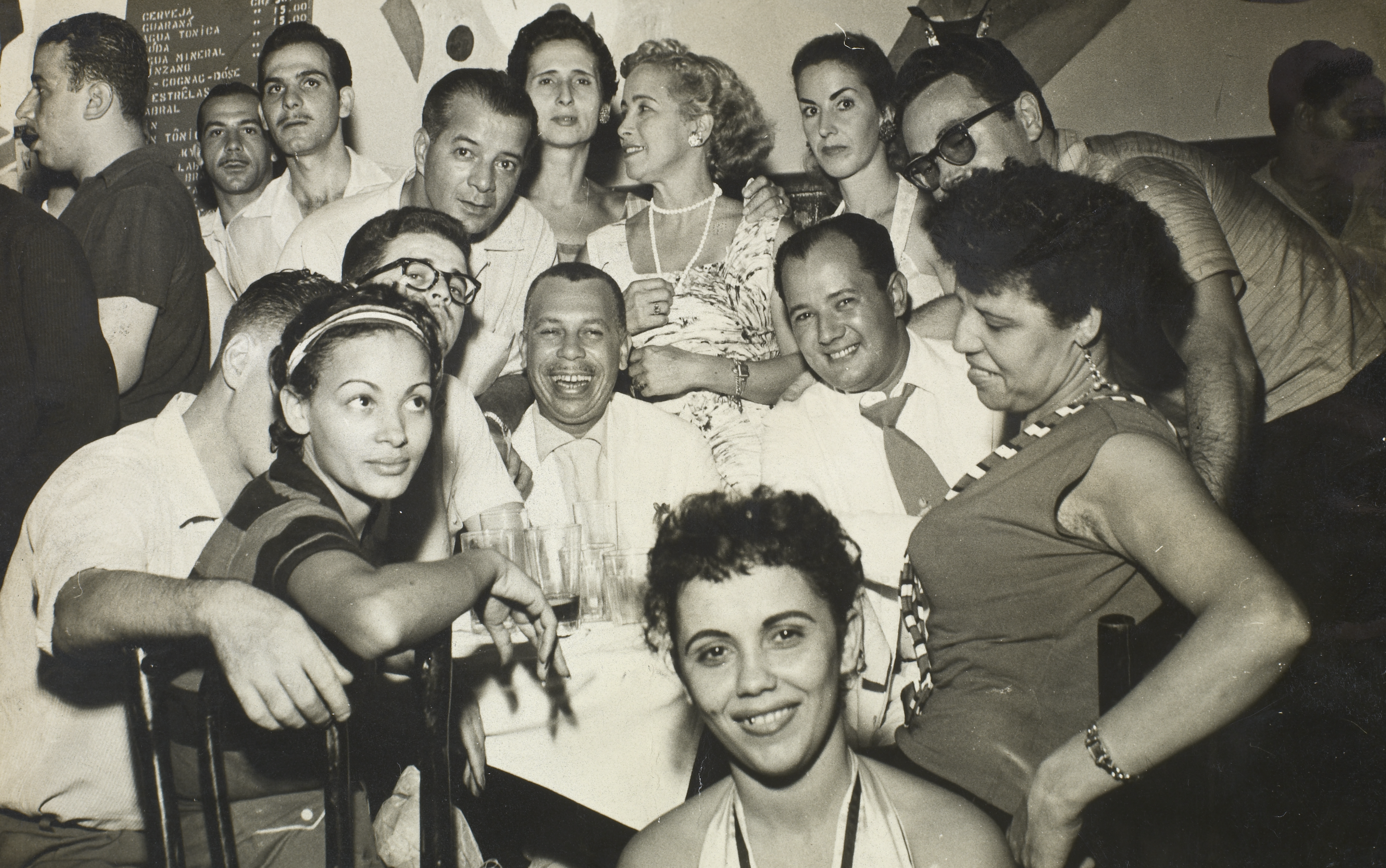
Haroldo Barbosa nel 1957.

Negli anni Quaranta, mentre lavorava alla Rádio Nacional e presentava il programma Um Milhão de Melodias, scrisse per il quotidiano A Noite. I suoi primi testi comici apparvero in questo periodo anche in programmi radiofonici come Cavalcada da Alegria, Radio Tambarra e Hora dos Amigos do Jazz.
È stato compositore di numerosi successi come "Mesa de Bar", "Isso não se Aprende na Escola" e "De Conversa em Conversa". Oltre a Rádio Nacional, ha lavorato anche a Rádio Tupi, dove scrisse diverse soap opera radiofoniche, e a Rádio Mayrink Veiga dove ha creato la Escolinha do Professor Raimundo, con Chico Anysio.
In televisione, Haroldo Barbosa debuttò nel 1957 su TV Rio, poi su Rede Excelsior e infine su Rede Globo, collaborando con gli artisti  Jô Soares, Max Nunes e Afonso Brandão, oltre allo sceneggiatore Hilton Marques, partecipò ai programmi Planeta dos Homens e Viva o Gordo.

## Vita privata
Era il padre della scrittrice e sceneggiatrice Maria Carmem Barbosa. Morì all'età di 64 anni per arresto cardiaco, a causa di un cancro all'esofago.